# Municipio de Hartland (Kansas)
El municipio de Hartland (en inglés: Hartland Township) es un municipio ubicado en el condado de Kearny en el estado estadounidense de Kansas. En el año 2010 tenía una población de 99 habitantes y una densidad poblacional de 0,26 personas por km².

## Geografía
El municipio de Hartland se encuentra ubicado en las coordenadas 37°58′7″N 101°24′39″O / 37.96861, -101.41083. Según la Oficina del Censo de los Estados Unidos, el municipio tiene una superficie total de 387.54 km², de la cual 387,43 km² corresponden a tierra firme y (0,03 %) 0,1 km² es agua.

## Demografía
Según el censo de 2010, había 99 personas residiendo en el municipio de Hartland. La densidad de población era de 0,26 hab./km². De los 99 habitantes, el municipio de Hartland estaba compuesto por el 97,98 % blancos y el 2,02 % eran de una mezcla de razas. Del total de la población el 7,07 % eran hispanos o latinos de cualquier raza.